# UCR Fútbol Club
La Asociación Deportiva Fútbol Club Universidad de Costa Rica, también conocido como la "UCR" es un club de fútbol costarricense, que compite en la LINAFA.
Fundado en 1941, por muchos años ha sido el equipo oficial de la Universidad de Costa Rica, principal institución de educación superior del país, disputando sus partidos en diversas sedes, siendo la más reconocible el Estadio Ecológico. Fue campeón nacional de Costa Rica en 1943 y tres veces campeón de la Segunda División: 1973, 2006-2007 y 2012-2013. Su uniforme más icónico es una camiseta a rayas blancas y celestes, con la pantaloneta y las medias blancas o negras, razón por la cual históricamente se le conoció como Los Celestes o también, Los Universitarios.
En 2016, luego de participar en la Primera División de forma continua desde 2013, el equipo entró en una crisis económica por el retiro del apoyo de la Universidad de Costa Rica y, tras una serie de cambios administrativos, tuvo que cambiar su denominación como UCR Fútbol Club y pasó a llamarse La U Universitarios en 2019.

## Historia
El Club de Fútbol Universidad de Costa Rica es un ente deportivo constituido por ley. Fue fundado por iniciativa de estudiantes de la recién fundada Universidad de Costa Rica en 1941, durante la administración del entonces presidente de la República, el Dr. Rafael Ángel Calderón Guardia. Se le llamó Universidad Nacional y la prensa se refería generalmente al Club con el término Universitario.
Su máximo galardón es el Campeonato de Fútbol de Costa Rica de 1943. En 1956, descendió de categoría por diversas razones. Otro de los momentos más trascendentales para la institución fue su ascenso, nuevamente, a la Primera División de Costa Rica en 1973, en la que se mantuvo hasta el año 1977, donde han jugado más de 300 partidos.
El club se mantuvo en la Segunda División de Costa Rica, donde se convirtió en un fuerte competidor. En los torneos 1996-1997, 1998-1999 y 2002-2003 clasificó a las fases hexagonales y tanto en 1996 como en mayo del 2003 ganó el subcampeonato de la Segunda División. En mayo del 2007 logró el ascenso a la primera división luego 30 años, al coronarse campeón del Torneo de Apertura y del Torneo de Clausura de la Segunda División y desde ahí logró clasificar a los cuartos de final de la Primera División de Costa Rica en el año 2008 en el Torneo de Apertura donde ocupó el puesto tres y quedó fuera a manos del Brujas Fútbol Club que lo eliminó con un global de 4-1.
El equipo descendió a la Segunda División de Costa Rica en la temporada 2011-2012. En la temporada 2012-2013 la Universidad se Costa Rica se proclamó nuevamente campeón de segunda división el 15 de junio de 2013, luego de vencer en la final a AS Puma Generaleña por un marcador global de 3 a 2, certificando así su regreso a la Primera División para la temporada 2013-2014.
En el Campeonato de Verano 2014 alcanzó las semifinales, que disputó y perdió ante el Deportivo Saprissa. Ese mismo año ocupó el quinto puesto en el Campeonato de Invierno. En el 2015, el equipo tuvo una actuación irregular, ocupando la penúltima posición en el Campeonato de Verano, y la séptima en el de Invierno. En el Campeonato de Verano 2016, la UCR logró ascender nuevamente al quinto puesto del certamen, pero luego fue décimo en el torneo de Invierno. En diciembre de ese año, el club perdió el apoyo económico de la Universidad, y en 2017, comenzó a ser administrado por la empresa colombiana Con Talla Mundial (CTM). En lo deportivo, el equipo mantuvo puestos intermedios en los campeonatos de 2017 y 2018, hasta que se desplomó ocupando el último puesto en el Torneo Clausura 2018, no obstante, logró salvar la categoría por el total de puntos acumulados en ese torneo y el anterior. En 2019, el equipo pasó a ser administrado por un grupo de universidades privadas costarricenses. A partir del Apertura 2019 pasó a llamarse Universitarios F.C. y fijó su sede en el Estadio Cuty Monge de Desamparados (Costa Rica), cambiando el nombre de UCR por motivo de la privatización de la franquicia por parte de la Rectoría de la Universidad de Costa Rica. El 31 de mayo de 2020, el cuadro académico desciende de forma oficial a la Segunda División luego de tener una diferencia inalcanzable en puntos con el penúltimo de la tabla.
Luego del descenso, su franquicia fue vendida a Marineros de Puntarenas, con lo que el club universitario dejó de competir a nivel profesional.
En el año 2022 fue refundado para participar en LINAFA, la tercera división del fútbol costarricense.

## Uniforme
El histórico uniforme titular está basado en la bandera de la Universidad de Costa Rica (dos franjas blancas y una celeste horizontales). A su vez, es bastante similar al del equipo argentino Racing Club o al tradicional de la selección de fútbol de ese país.
- Uniforme titular: Camiseta rayada verticalmente de color blanco y celeste, pantalón blanco, medias blancas.
- Uniforme visitante: Camiseta rayada verticalmente de color azul y celeste, pantalón azul, medias azules.
- Uniforme alternativo: Camiseta amarilla, pantalón amarillo, medias amarillas.

## Estadio

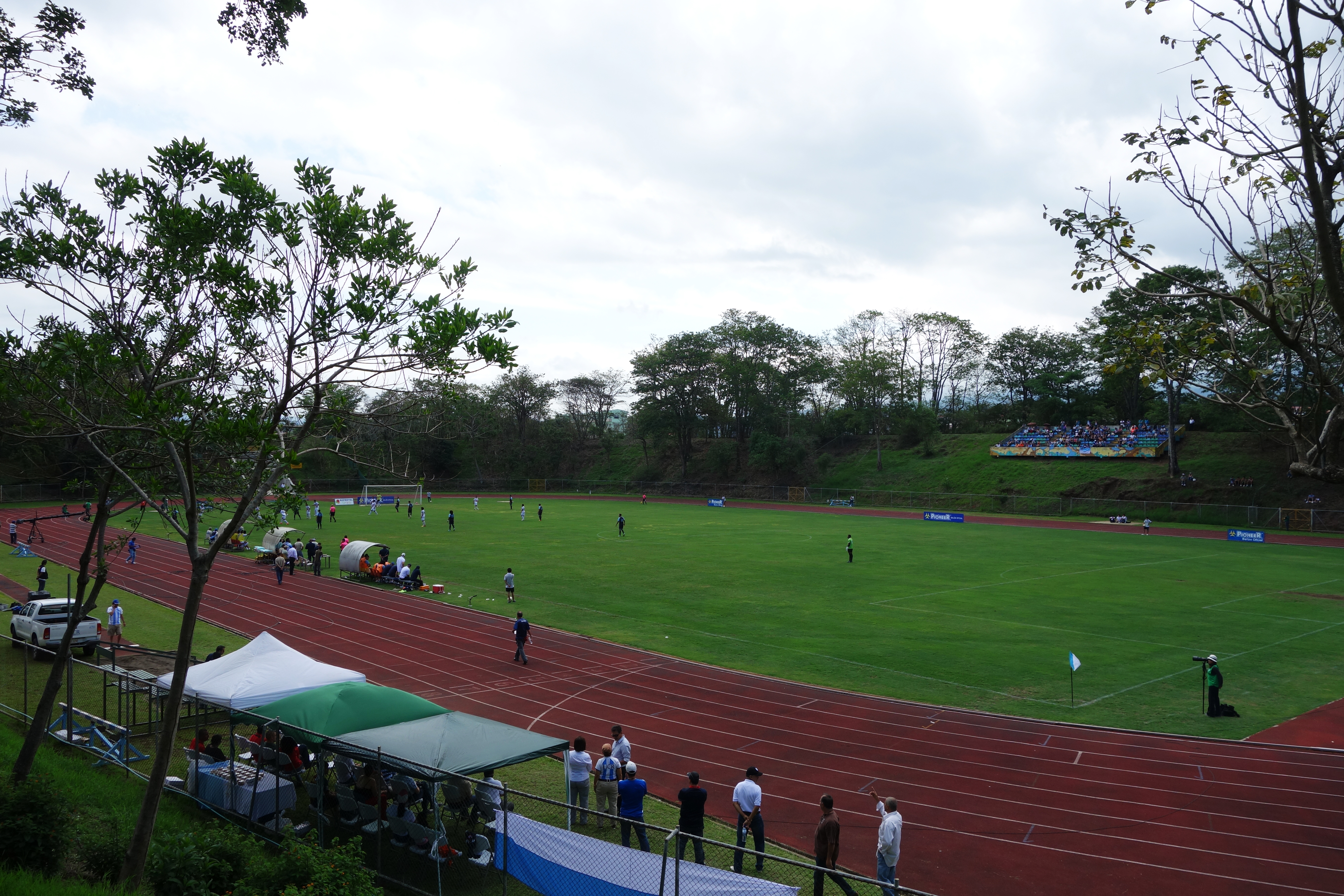
El Estadio Ecológico fue sede de la UCR durante algunos años.

A lo largo de su historia, el Club de Fútbol de la Universidad de Costa Rica utilizó diversos escenarios, especialmente porque la Universidad de Costa Rica no contó un estadio propio hasta la construcción del Estadio Ecológico, un recinto ubicado dentro de las instalaciones deportivas de la Universidad, localizadas en el cantón de Montes de Oca. El Ecológico fue la sede propia del club desde su apertura en 2008, y allí protagonizó diversos partidos tanto de primera como de segunda división. No obstante, y sobre todo desde que el club regresó a primera división en el 2013, el pequeño aforo del Estadio Ecológico (1800 aficionados) motivó que, por razones económicas, el equipo buscara otras sedes. Entre los estadios que alguna vez fueron sede oficial del Club de Fútbol de la Universidad de Costa Rica están el Estadio Alejandro Morera Soto, el Estadio Ricardo Saprissa, el Estadio Eladio Rosabal Cordero y el Estadio Jorge Hernán "Cuty" Monge, entre otros.

## Palmarés

### Torneo de Liga
- Primera División de Costa Rica (1): 1943.
- Segunda División de Costa Rica (3): 1973, 2006-2007 y 2012-2013

### Torneo de Copa
- Copa Phillips (1): 1955

### Entrenadores campeones
| Número | Técnico       | Títulos | Temporada                                                    |
| ------ | ------------- | ------- | ------------------------------------------------------------ |
| 1      | Fernando Ruiz | 2       | Campeonato de Fútbol de Costa Rica 1943 y Copa Phillips 1955 |
| 2      | Jorge Muñoz   | 1       | Segunda División 1973                                        |
| 3      | Marvin Solano | 1       | Segunda División de Costa Rica 2006-07                       |
| 4      | José Giacone  | 1       | Segunda División 2012-13                                     |